# 世界の果て博物館

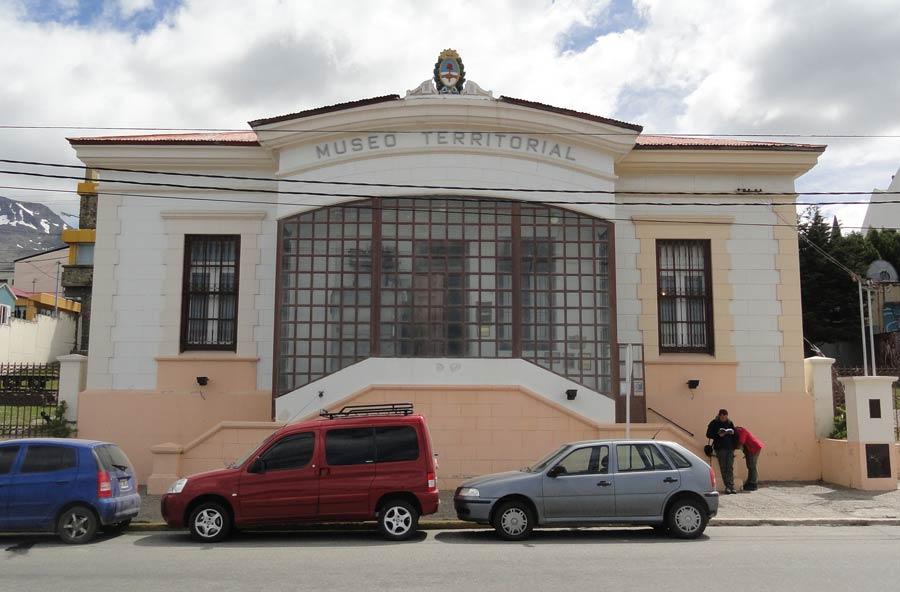
博物館のフロント

世界の果て博物館（せかいのはてはくぶつかん、スペイン語: Museo del Fin del Mundo）は、アルゼンチンの最南のフエゴ島ウスアイアにある博物館。

## 概要
1979年5月18日に開館した博物館。
展示内容は、フエゴ諸島の先住民の文化と、フエゴ諸島の自然である。
建物自体は、1903年、アルゼンチン大統領のマヌエル・バルデスの邸宅として建てられ、1911年から1978年までアルゼンチン国立銀行のウシュアイア支店として使用された。
YouTubeに館内の様子などがアップロードされている。